# Zinkchloride
Zinkchloride is een verbinding van de elementen zink en chloor.
In zuivere vorm is het een kleurloze of witte vaste stof. De stof is erg hygroscopisch en bijzonder goed in water oplosbaar. Er zijn een viertal kristallijne modificaties bekend (α-, β-, γ- en δ-ZnCl2). Daarvan treedt echter alleen de δ-ZnCl2 fase op als het materiaal echt watervrij is. Al deze structuren zijn gebaseerd op een tetraëder van chlooratomen rond een centraal zinkatoom, maar de rangschikking van de tetraëders verschilt. Bij de aanwezigheid van sporen vocht worden ook de andere vormen aangetroffen. De kleur wordt dan lichtgeel. δ-ZnCl2 smelt bij 317 °C, bij voldoende snel afkoelen vormt de stof een doorzichtig glas.
Zinkchloride is een vrij sterk lewis-zuur. In de organische chemie wordt het vermengd met geconcentreerd zoutzuur gebruikt voor de omzetting van alcoholen in chloriden. Dit mengsel staat bekend als lucas-reagens.
Zinkchloride is een bestanddeel van sterkere soldeervloeimiddelen voor zacht solderen, zoals soldeervet en de sterkere variant van S-39. Eventueel samen met ammoniumchloride.

## Hydraten
Van zinkchloride zijn vijf hydraten bekend: {\displaystyle {\ce {ZnCl2.{\mathit {n}}H2O}}} met n = 1; 1,5; 2,5; 3 en 4. Het tetrahydraat {\displaystyle {\ce {ZnCl2.4H2O}}} slaat neer uit een waterige oplossing van zinkchloride.